# Tetjana Zacharova
Tetjana Pavlivna Zacharova, coniugata Nadjrova (in ucraino Тетяна Павлівна Захарова-Надйрова?, in russo Татьяна Павловна Захарова-Надырова?, Tat'jana Pavlovna Zacharova-Nadyrova; Chrystynivka, 29 gennaio 1951), è un'ex cestista sovietica.

## Carriera
Con l'Unione Sovietica ha disputato due edizioni dei Giochi olimpici (Montréal 1976, Mosca 1980) e i Campionati mondiali del 1975.